# Dependență de substanțe psihotrope
Dependența este o stare caracterizată prin necesitatea stringentă de folosire a unor substanțe sau medicamente.

## Clasificare
Se pot deosebi :
- Dependența psihică, adică necesitatea de ordin psihologic de a folosi un anumit medicament sau toxic.
- Toleranța, adică diminuarea progresivă a efectului la repetarea administrării, respectiv necesitatea creșterii dozei pentru a obține efectul scontat.
- Dependența fizică, adică necesitatea de a continua folosirea toxicului sau medicamentului pentru a evita tulburări uneori grave, care apar la întreruperea administrării-sindromul de abstinență.
- Psihotoxicitatea

De obicei substanțele capabile să provoace dependență au si acțiuni farmacologice (excepție heroina)-morfina, heroină, amfetaminele, cocaina , LSD, canabioidele, tranchilizantele, și în mai mică măsură nicotina și cofeina.

### Dependența psihică
Dependența psihică este determinată de interacțiunea unui complex de factori farmacologic, psihologic si social. Aceasta apare deseori pe fondul efectului plăcut, direct sau indirect (ca urmare a calmării unor simptome neplăcute - anxietatea, durerea), îndemnând la repetarea administrării, ceea ce duce in final la dependență. La instalarea dependenței poate duce și o reactivitate individuală particulară, care creează un răspuns mai intens al medicamentului, creând o stare de satisfacție..

## Alți factori care influențează dependența
- înapoierea culturală
- reclama exagerată la medicamente etc.
- Tendința la dependență psihică este foarte mare pentru: morfina și analogi, alcool, barbiturice, tranchilizante, cocaina, amfetamina
- relativ slabă: lisergida, marijuana și alte halucinogene, cofeina, nicotina

Administrarea repetată a unor medicamente sau toxice psihotrope, dezvoltă toleranța și dependența fizică, fenomene care evoluează concomitent (toleranța poate apărea însă și în afara dependenței) procesul este favorizat de prezența continuă a unor concentrații mari de substanță activă la nivelul țesuturilor. De obicei toleranța și dependența fizică încep să se dezvolte încă de la primele doze și cresc progresiv în funcție de cantitatea de medicament și de frecvența administrării. Fenomenul prezintă specificitate de grup chimică dar mai ales farmacodinamica. 

### Toleranța și dependența fizică
Toleranța și dependența fizică sunt încrucișate pentru morfină, heroină, petidină, care la dependenți pot fi înlocuite una cu alta; alcoolul, barbituricele, unele hipnotice pot dezvolta toleranță si dependență încrucișată dar numai în parte. În cazul morfinei și celorlalte opioide, toleranța cuprinde și efectele sedative, euforizante si analgezice. Din punct de vedere farmacodinamic, toleranța poate fi explicată prin scăderea reactivității neuronilor interesați în acțiune ca urmare a intervenției unor mecanisme de adaptare care se opun intervenției medicamentoase; drept consecință, aceleași concentrații de medicament, produc progresiv răspunsuri mai slabe. Una dintre manifestările dependenței fizice este sindromul de abstinență (apare la morfinomani, care ajung la un moment dat să nu mai ia drogul din cauza dependenței psihice, ci pentru a evita manifestările acestui sindrom de abstinență). Sindromul de abstinență este caracteristic pentru fiecare grupă de medicament în parte însă manifestările sale au cea mai mare amploare în cazul morfinei, opioidelor, alcoolismului. Majoritatea simptomelor corespund unor efecte inverse decît cele provocate de substanța dependentă – convulsii în cazul abstinenței la alcool (care ridică pragul la convulsii) sau sedare si hiperfagie în cazul amfetaminei – substanța psihomotorie și anorexigenă. În cazul morfinei și heroinei, sindromul de abstinență este acut și grav, pe cînd în cazul metadonei, analog al morfinei cu acțiune mai slabă, și mai durabilă, acest sindrom este comparativ benign( metadona poate fi folosită în cursul dezintoxicării morfinomanilor. La persoanele dependente de morfină și analogi, nalorfina si naloxona – antagoniști competitivi ai morfinei – declanșează în mod specific fenomene brutale și grave de abstinență, deoarece deplasează repede morfina de pe receptorii celulari specifici.
Mecanismul dependenței fizice este probabil asemănător cu cel al toleranței. Se presupune că intervin fenomene biochimice sau fiziologice compensatorii față de acțiunea medicamentului care se dezvoltă adaptativ în timpul folosirii acestuia. Sindromul de abstinență s-ar datora acestor fenomene, care, în absența medicamentului sau toxicului, își pierde caracterul compensator dînd naștere simptomelor caracteristice. 
Printre mecanismele presupuse:
- intrarea în funcție a unor sisteme fiziologice compensatorii în creier, sensibilizarea chimică a unor structuri vegetative periferice
- modificarea echilibrului fiziologic a unor mediatori chimici sau modulatori ai transmisiei sinaptice (serotonina, catecolamine, endorfine)
- modificarea funcției anumitor sisteme enzimatice prin interferarea unor mecanisme chimice de control

### Psihotoxicitatea
Psihotoxicitatea se manifestă prin tulburări de comportament, uneori cu aspect psihotic care apar în cazul folosirii îndelungate a doze mari de substanță care dezvoltă dependența: barbiturice alcoolul, cocaina, amfetamine, lisergida.

## Tratamentul
Tratamentul dependenței este foarte dificil, datorită prezenței concomitente a 3 factori patogenici-medicament psihotrop, teren psihic și condiții sociale favorizante. În plus intervin și elemente de condiționare a efectului plăcut și a sindromului de abstinență (self conditioning), greu de combătut. 

### Tratamentul curativ
- metadona pentru intoxicațiile cu morfină si heroina
- naloxona sau alți antagoniști ai morfinei după terminarea curei de dezintoxicare la morfinomani
- disulfiramul în etilism cronic

trebuie însoțit întotdeauna de un tratament psihologic.

## Epidemiologie
Datorită variațiilor culturale, proporția de indivizi care dezvoltă o dependență de droguri sau de comportament într-o anumită perioadă de timp (adică, prevalența) variază în timp, în funcție de țară și în funcție de demografia populației naționale (de exemplu, după grupa de vârstă, statutul socioeconomic etc.)

### Europa
În 2015, prevalența estimată în rândul populației adulte a fost de 18,4% pentru consumul intens de alcool (în ultimele 30 de zile); 15,2% pentru fumatul zilnic; și 3,8, 0,77, 0,37 și 0,35% în 2017 consumul de canabis, amfetamine, opioide și cocaină. Ratele de mortalitate pentru alcool și droguri ilicite au fost cele mai ridicate în Europa de Est.